# Station Westerstede-Ocholt
Station Westerstede-Ocholt (Bahnhof Westerstede-Ocholt) is een spoorwegstation in de Duitse plaats Ocholt, gemeente Westerstede, in de deelstaat Nedersaksen. Station Westerstede-Ocholt ligt ongeveer 6 kilometer van het stadje Westerstede zelf af. Het station ligt aan de spoorlijn Oldenburg - Leer.
Het station telt vier perronsporen aan twee eilandperrons. Van deze vier sporen wordt maar één gebruikt in de huidige dienstregeling.
Hier bevindt zich het depot van Museumseisenbahn Ammerland-Saterland e.V. (MAS).

## Treinverbindingen
De volgende treinseries doen station Westerstede-Ocholt aan:
| Serie | Treinsoort                       | Route | Bijzonderheden |
| ----- | -------------------------------- | --- | --- |
| IC 56 | Intercity (DB Fernverkehr)       | [ [ Norddeich Mole ] / [ Emden Außenhafen ] – Emden Hbf – Leer (Ostfriesl) – Westerstede-Ocholt – Oldenburg (Oldb) Hbf – Bremen Hbf – Hannover Hbf – Braunschweig Hbf ] / [ Warnemünde – Rostock Hbf – Bützow – Bad Kleinen – Schwerin Hbf – Ludwigslust – Wittenberge – Stendal Hbf ] – Magdeburg Hbf – [ Halle (Saale) Hbf – Leipzig Hbf ] / [ Brandenburg Hbf – Potsdam Hbf – Berlin Hbf – Berlin Ostbahnhof – Cottbus ] | Eén trein per dag vanaf Magdeburg Hbf naar Cottbus. Eén trein per dag vanaf Warnemünde. Tussen Norddeich Mole en Bremen Hbf worden ook plaatsbewijzen van het regionale verkeer geaccepteerd. |
| RE 1  | Regional-Express (DB Regio Nord) | Hannover Hbf – Nienburg (Weser) – Verden (Aller) – Bremen Hbf – Delmenhorst – Hude – Oldenburg (Oldb) Hbf – Westerstede-Ocholt – Leer (Ostfriesl) – Emden Hbf – Norddeich Mole | Rijdt eenmaal per twee uur. |

0,0: Oldenburg (Oldb) Hbf ·
3,0: Oldenburg-Wechloy ·
Bloh ·
Kayhauserfeld ·
15,2: Bad Zwischenahn ·
23,2: Westerstede-Ocholt ·
29,5: Apen ·
32,2: Augustfehn ·
39,6: Stickhausen-Felde ·
42,8: Filsum ·
47,9: Nortmoor ·
55,0: Leer (Ostfriesl) ·
Leer (Ostfriesl) Gbf
1. ↑  publicatie DB